# Aleja Karola Anstadta w Łodzi

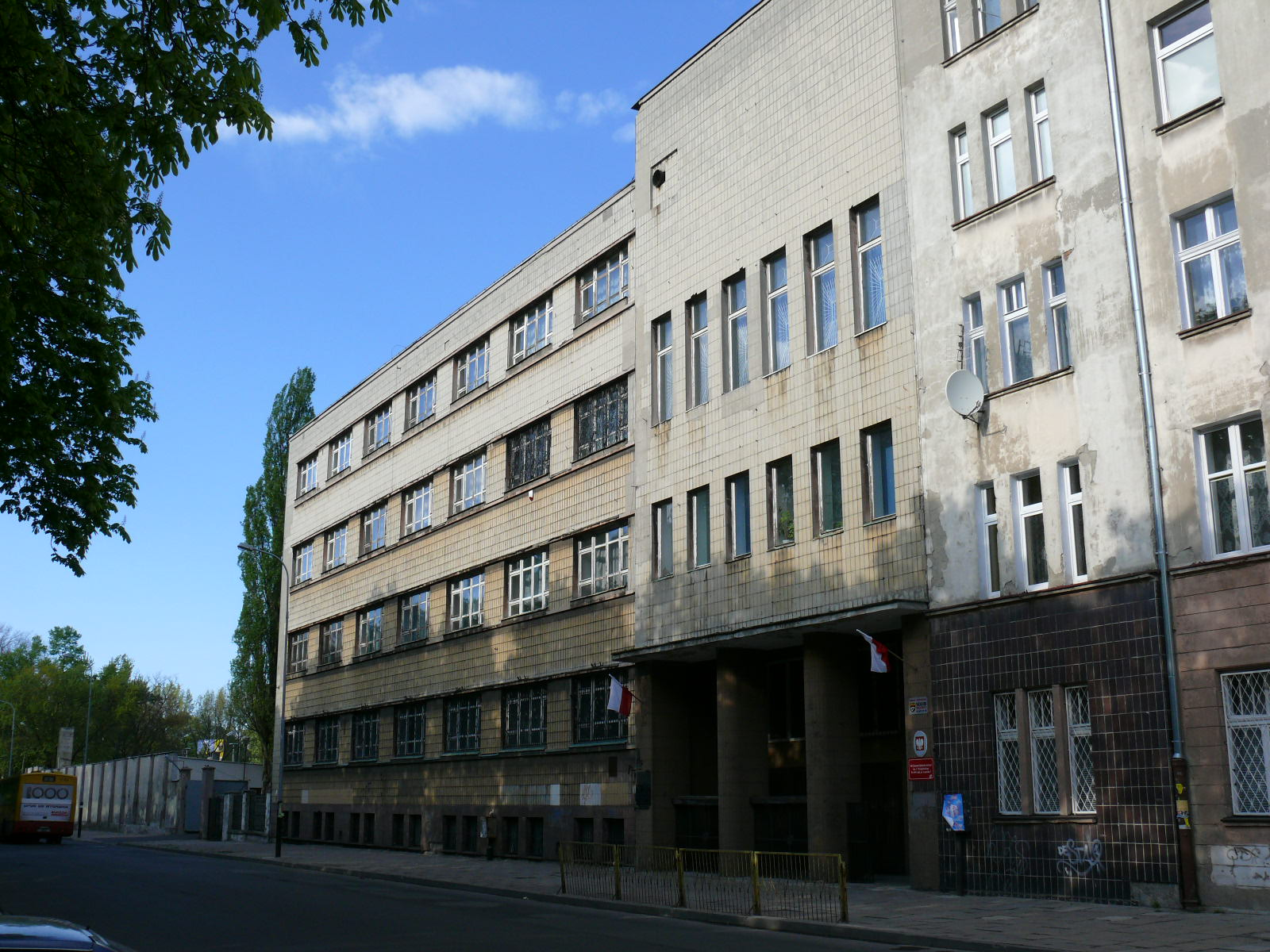
Gmach przy al. Karola Anstadta 7 – od 1979 r. siedziba XII Liceum Ogólnokształcącego im. Stanisława Wyspiańskiego (kwiecień 2007)

Aleja Karola Anstadta – aleja w północnej części Śródmieścia Łodzi, w obszarze SIM Fabryczna, o długości około 200 m, łącząca ul. Pomorską z ul. Północną i prowadząca do założonego w latach 80. XIX w. przez rodzinę Anstadtów parku Helenów. Ulica nosi imię Karola Anstadta, XIX-wiecznego łódzkiego przedsiębiorcy, założyciela m.in. pobliskiego browaru.
Na całej jej długości obowiązuje ruch dwukierunkowy, jest jednojezdniowa i ma po jednym pasie ruchu w każdym kierunku. Aleja ma status drogi gminnej.
Aleja w całości znajduje się w obrębie działalności duszpasterskiej rzymskokatolickiej parafii Najświętszej Maryi Panny Królowej Pokoju.

## Historia

### Historia

#### Lata 1885–1939
Mierząca 210 metrów długości aleja została wytyczona – jako droga prywatna – prawdopodobnie między 1885 a 1890 rokiem – nie figuruje jeszcze w spisie łódzkich ulic sporządzonym w lutym 1887, natomiast jest już widoczna (bez nazwy) na mapie odtwarzającej układ miasta około roku 1890. Wytyczenie ulicy w tym miejscu było podyktowane chęcią ułatwienia dojazdu do prywatnego wówczas parku Helenów, który 26 stycznia 1885 roku został otwarty dla publiczności przez rodzinę Anstadtów . Dojazd od strony centrum miasta ulicą Północną był wtedy niemożliwy, ponieważ tuż za skrzyżowaniem z ówczesną ul. Widzewską (ob. ul. Jana Kilińskiego) przebiegała ona przez teren prywatny, należący do Roberta Biedermanna, on zaś nie wyrażał zgody na otwarcie ulicy. Anstadtowie poprowadzili więc aleję przez własny teren  – od ówczesnej ul. Średniej (ob. ul. Pomorska) do ul. Północnej na wysokości wejścia do parku, omijając w ten sposób zagrodzony odcinek ul. Północnej.
Nowa aleja widoczna jest także (nadal bez nazwy) na mapie sporządzonej w latach 1894–1896 przez Władysława Starzyńskiego. Nazwa ulicy Karola Anstadta została jej nadana prawdopodobnie w 1909 lub 1910 roku – pozostawała nienazwana na planie miasta wydanym w 1903 roku nakładem Eugeniusza Starczewskiego przez Wydawnictwo „Podróżnik Polski” oraz na planie z roku 1909, sporządzonym dla potrzeb budowy miejskiej sieci kanalizacyjnej (Płan goroda Łodzi i okriestnostiej. Obszczij płan wodosnabditielnych soorużenij), natomiast na Planie miasta Łodzi z około 1910 roku, wydanym przez Roberta Resigera jako dodatek do kalendarza „Czas” na rok 1911, jest już widoczna pod nazwą ulicy „Ansztadta”.
23 grudnia 1898 roku aleją Karola Anstadta (wtedy jeszcze nienazwaną) przejechał pierwszy tramwaj – Herbrand VNB-125 z doczepą I klasy Petersburskiego Towarzystwa Budowy Wagonów (tzw. typ petersburski), inaugurujący uruchomienie transportu tramwajowego w Łodzi. Skład wyruszył o godz. 13:00 z zajezdni przy ul. Nowo-Wysokiej (ob. ul. Tramwajowa) na trasę prowadzącą ulicami: Dzielną (ob. ul. prez. Gabriela Narutowicza) – Piotrkowską – przez Nowy Rynek (ob. pl. Wolności) – Średnią (ob. ul. Pomorska) – ulicą bez nazwy (ob. al. Karola Anstadta) do parku Helenów; tam skręcił w ul. Północną, zawrócił ul. Targową (ob. ul. Seweryna Sterlinga) do ul. Średniej i dalej przez Nowy Rynek pojechał ul. Piotrkowską do domu zajezdnego i Teatru „Paradyż”. Regularne kursy aleją Karola Anstadta rozpoczęły trzy dni później tramwaje linii „3”, którą 28 stycznia 1899 roku zastąpiła linia „4” – do niej właśnie odnosi się fragment poematu Kwiaty polskie Juliana Tuwima: Zieloną czwórką się dojedzie / Do zielonego Helenowa. 3 sierpnia 1900 roku dołączyła do niej linia „5”.
W okresie I wojny światowej podczas niemieckiej okupacji miasta wprowadzone zostało niemieckojęzyczne nazewnictwo ulic – od 1915 roku ulica Anstadta stała się Anstadtstraße. Po odzyskaniu przez Polskę niepodległości przywrócono nazewnictwo w języku polskim, zmieniając jednocześnie w nazwie przedwojennej określenie rodzaju drogi z „ulicy” na „aleję” – przedwojenna ulica Karola Anstadta stała się więc w 1918 roku aleją Karola Anstadta .
Liniowy ruch tramwajów odbywał się aleją Karola Anstadta do 22 września 1928 roku – w tym dniu miał miejsce ostatni kurs do parku Helenów tramwaju linii „4”. Torowisko przetrwało natomiast co najmniej do 1942 roku.

#### Lata 1939–1945

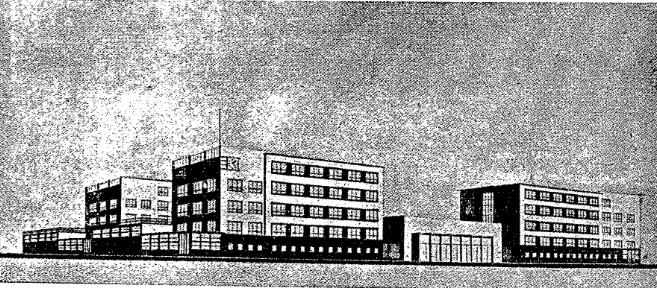
Budynki Towarzystwa Szkół Żydowskich w Łodzi przy al. Karola Anstadta 7 – ilustracja zamieszczona w „Głosie Gminy Żydowskiej” (1938)

W sierpniu 1939 roku pod numerem 7 ukończono budowę gmachu w stylu modernistycznym dla Gimnazjum Męskiego Towarzystwa Żydowskich Szkół Średnich w Łodzi, w którym zajęcia planowano rozpocząć 1 września 1939 roku. Po rozpoczęciu okupacji miasta przez Niemców, 9 września budynek został przez nich zajęty. Dzień później do Łodzi przybył 2. oddział III Specjalnej Grupy Operacyjnej Policji Bezpieczeństwa (Einsatzgruppe III Sicherheitspolizei) pod dowództwem SS-Sturmbannführera Fritza Liphardta i został rozlokowany w budynku gimnazjum. 7 listopada przekształcono go w łódzką placówkę Gestapo, której szefem został Gerhard Flesch (później funkcję tę pełnili kolejno Robert Schefe i Otto Bradfisch). W piwnicach budynku urządzono areszt śledczy, natomiast na sąsiedniej działce od strony ul. Północnej – garaże i magazyny. W pobliskich budynkach zamieszkała kadra placówki (latem 1944 roku tworzyło ją 151 funkcjonariuszy) . Swobodny wjazd w aleję został z obu stron zamknięty przez niemieckie posterunki. W 1944 roku w siedzibie Gestapo prawdopodobnie został zastrzelony w czasie śledztwa Jan Lipsz, ps. „Anatol”, mistrz piekarski ze Zduńskiej Woli, członek Związku Walki Zbrojnej, aresztowany 13 czerwca 1944 roku. Placówka Gestapo funkcjonowała do końca okupacji miasta. Na frontowej ścianie budynku znajduje się upamiętniająca ten fakt tablica.
Podczas II wojny światowej okupant nadał alei w 1940 roku niemiecką nazwę Anstadtallee, którą jeszcze w tym samym roku, po wprowadzeniu niemieckiej nazwy miasta Litzmannstadt, zmieniono na Gardestraße (niem. ʻGardeʼ – ʻgwardiaʼ) .

#### Lata 1945–1989

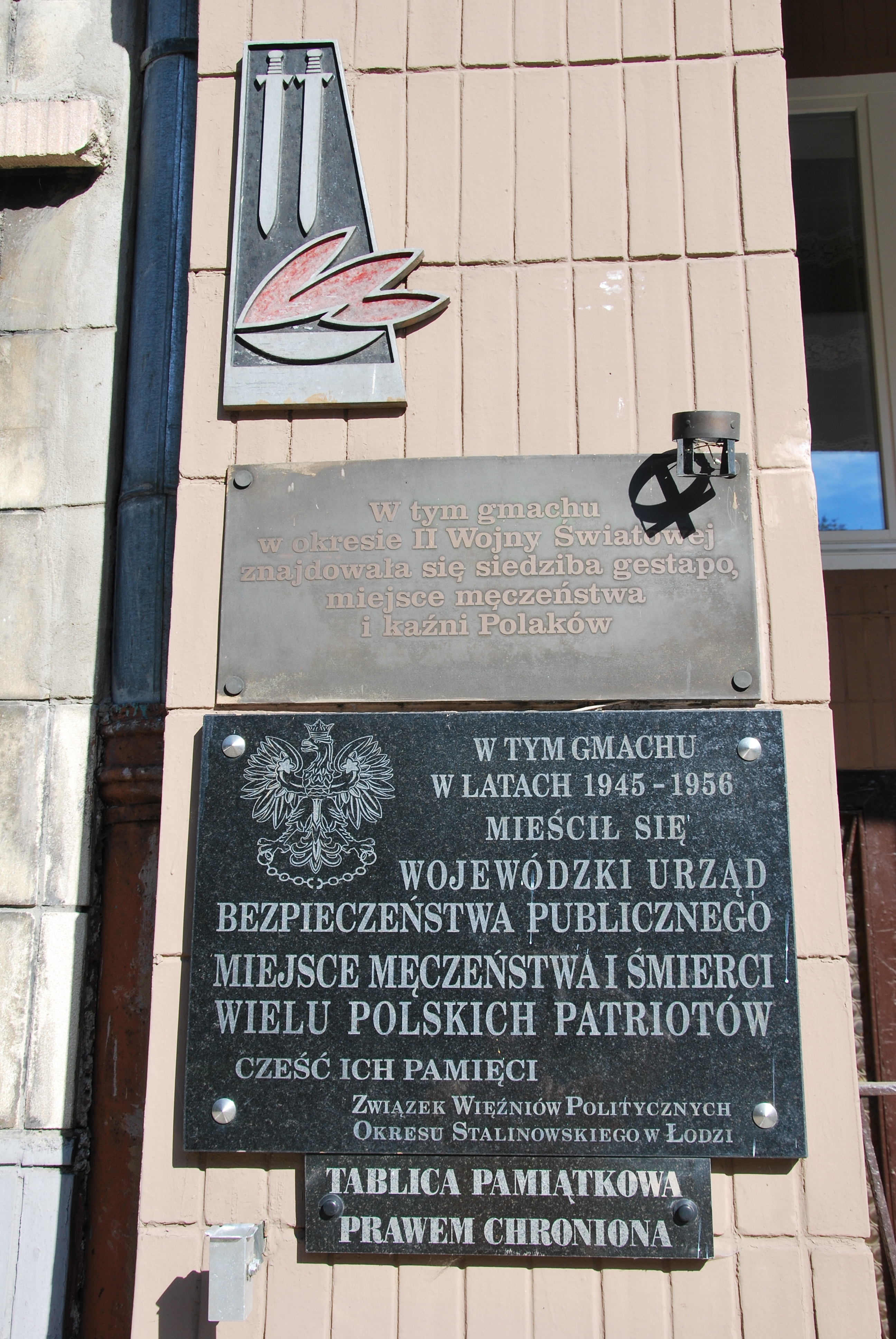
Tablice upamiętniające na ścianie frontowej gmachu XII Liceum Ogólnokształcącego (wrzesień 2011)

Po wojnie na krótko przywrócono nazwę przedwojenną – aleja Karola Anstadta. Już 19 stycznia 1946 roku, na uroczystym posiedzeniu Miejskiej Rady Narodowej w sali Teatru Wojska Polskiego, zwołanym z okazji 1. rocznicy zakończenia niemieckiej okupacji Łodzi, prezydium MRN zgłosiło wniosek w sprawie przemianowania alei. Został on przyjęty przez aklamację. Na planie miasta wydanym w 1948 roku przez Wojskowy Instytut Naukowo-Wydawniczy aleja nosiła więc już nową nazwę: ulica 19 Stycznia – upamiętniającą dzień zakończenia niemieckiej okupacji miasta w 1945 roku i wkroczenie do Łodzi wojsk Armii Czerwonej .
20 stycznia 1945 roku do Łodzi przybył płk Mieczysław Moczar, któremu towarzyszyło 94 funkcjonariuszy Urzędu Bezpieczeństwa z Białegostoku. W przejętym po niemieckim Gestapo gmachu założyli oni siedzibę Wojewódzkiego Urzędu Bezpieczeństwa Publicznego w Łodzi, którego kierownikiem od 23 stycznia 1945 do 1948 roku był Mieczysław Moczar, w latach późniejszych – m.in. płk Czesław Borecki. W okresie działalności WUBP w budynku więziono i stracono w jego podziemiach m.in.:
- Czesława Stachurę – funkcjonariusza WUBP w Łodzi, który przekazywał działaczom Zrzeszenia „Wolność i Niezawisłość” informacje o toczących się śledztwach i represjach wobec Konspiracyjnego Wojska Polskiego, aresztowanego 16 listopada 1946, straconego 14 stycznia 1947 roku[25] ,
- Zbigniewa Zakrzewskiego ps. „Bryła” – działacza Armii Krajowej, zastępcę prezesa Zarządu Okręgu Łódzkiego „WiN” i organizatora sieci wywiadowczej w tym okręgu, aresztowanego 17 listopada 1946, straconego 26 marca 1947 roku[d][28][35],
- Stanisława Malickiego – pracownika WUBP w Łodzi, któremu udowodniono, że w latach 1945–1946 dostarczał danych wywiadowczych żołnierzom mjr. Adama Trybusa i współpracował ze zbrojnym podziemiem antykomunistycznym, zatrzymanego w 1951, straconego 18 kwietnia 1952 roku[25] .

Przy ul. 19 Stycznia 7 był także więziony i torturowany w 1946 roku Stanisław Sojczyński, a w latach 1950–1951 więźniem tamtejszego aresztu śledczego stał się o. Tomasz Rostworowski – łódzki duszpasterz młodzieży akademickiej . WUBP w Łodzi funkcjonował do 1956 roku. Na frontowej ścianie budynku znajduje się tablica upamiętniająca działanie urzędu i ofiary jego funkcjonariuszy. Wspomnienia z okresu siedmiomiesięcznego pobytu w areszcie WUBP zamieścił w autobiografii zatytułowanej Wczasy w Anstadta Zdrój, wydanej w 2014 roku (Warszawska Firma Wydawnicza, ISBN 978-83-8011-600-9), profesor Edward Kącki – rektor Wyższej Szkoły Informatyki w Łodzi.
W budynku pod numerem 10 mieściła się natomiast od stycznia 1946 roku pierwsza siedziba Miejskiego Urzędu Bezpieczeństwa Publicznego (przeniesiona później na ul. Henryka Sienkiewicza 26).
W 1959 roku gmach przy ul. 19 Stycznia 7 został przekazany władzom oświatowym. Początkowo mieściła się w nim Szkoła Podstawowa nr 98, a od roku 1979 stał się siedzibą XII Liceum Ogólnokształcącego im. Stanisława Wyspiańskiego.
8 sierpnia 1984 roku na ulicę 19 Stycznia powróciła po blisko 56 latach komunikacja miejska – ulicą poprowadzono (bez przystanku) trasę autobusów linii „57” z Kuraka w kierunku autobusowego dworca Północnego PKS. Autobusy wycofano z ulicy już po miesiącu, ponownie wróciły dopiero 1 lipca 1997 roku.

#### Od roku 1989

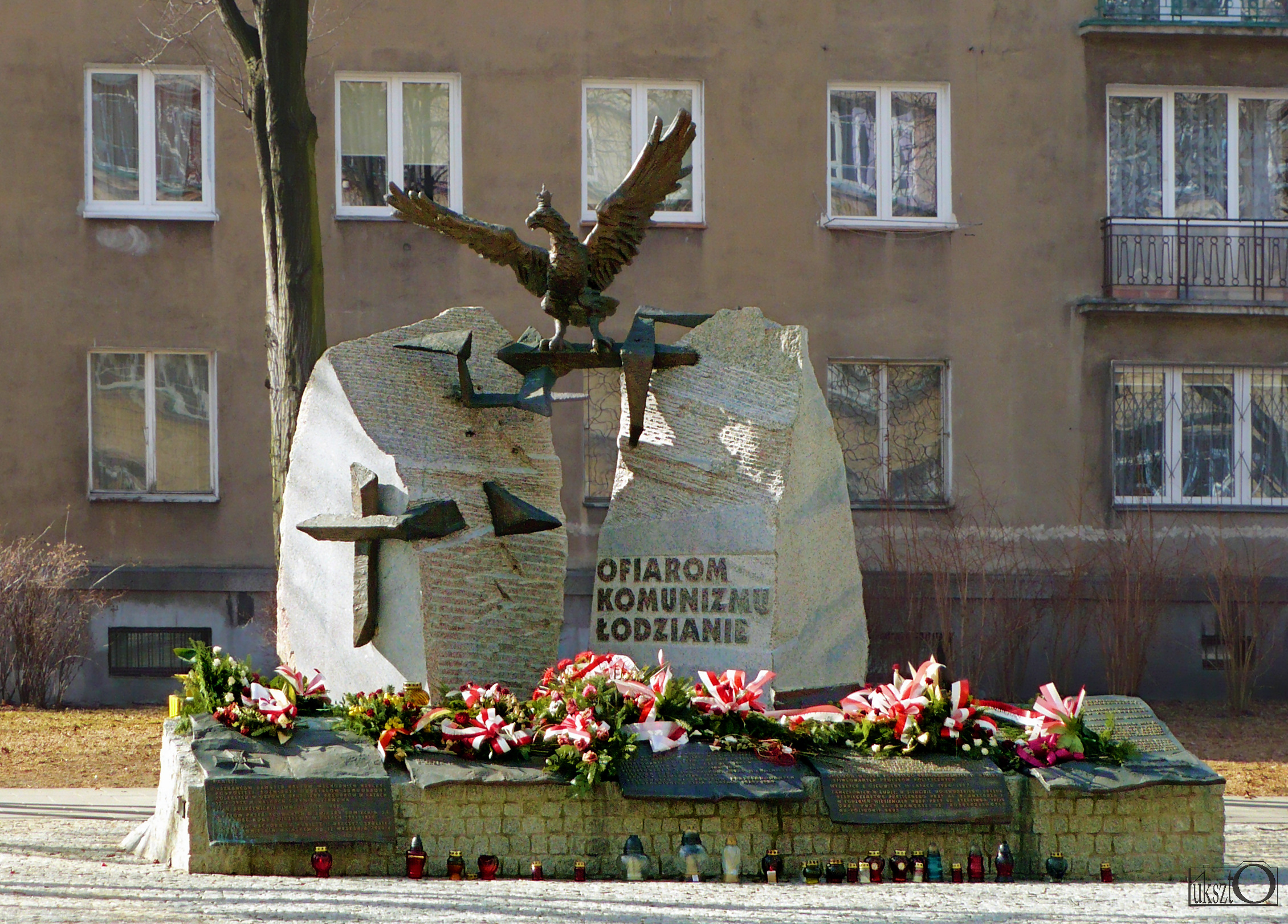
Pomnik Ofiar Komunizmu autorstwa Wojciecha Gryniewicza (marzec 2012)

27 maja 1994 roku Uchwałą nr LXXVI/719/94 Rady Miejskiej w Łodzi ulicy 19 Stycznia nadano nazwę alei Karola Anstadta, przywracając tym samym nazwę obowiązującą w dwudziestoleciu międzywojennym i roku 1945.
12 lipca 2007 roku Rada Miejska w Łodzi podjęła uchwałę w sprawie wzniesienia pomnika Ofiar Komunizmu dla upamiętnienia Rodaków, którzy padli ofiarą totalitarnego systemu komunistycznego w latach 1919–1989. Pomnik, autorstwa Wojciecha Gryniewicza, został odsłonięty 12 grudnia 2009 roku, na wprost gmachu dawnej siedziby Wojewódzkiego Urzędu Bezpieczeństwa Publicznego w Łodzi, jako pierwszy w Polsce monument poświęcony ofiarom represji komunistycznych. Odbywają się przed nim uroczystości i manifestacje dla upamiętnienia ofiar tych represji – m.in. z okazji rocznic agresji ZSRR na Polskę, Narodowego Dnia Pamięci „Żołnierzy Wyklętych”, rocznic wprowadzenia w Polsce stanu wojennego.
W zakresie bezpieczeństwa ruchu drogowego w latach 2011–2013 aleja należała do ulic całkowicie bezpiecznych – w tym okresie nie wydarzył się na niej żaden wypadek.
Wiosną 2017 roku po raz kolejny poprowadzono aleją trasę autobusów miejskich (linii „85A” i „85B”), a niecały rok później – ponownie linii „57”.
W październiku 2018 roku pojawiła się informacja o planowanych przez Instytut Pamięci Narodowej i Instytut Archeologii Uniwersytetu Łódzkiego badaniach archeologicznych na terenie podwórzy posesji pod numerami 7 i 9 (a także posesji sąsiadujących), czyli w dawnym kompleksie obiektów Gestapo (1939–45) i Wojewódzkiego Urzędu Bezpieczeństwa Publicznego (1945–56). W zamierzeniach IPN znalazło się ponadto przeprowadzenie wywiadów z żyjącymi świadkami wydarzeń lat 1945–59. W planie założono, że prace badawcze rozpoczną się w kwietniu 2019 roku.
Badania archeologiczne, przeprowadzone w czerwcu i lipcu 2019 roku przez archeologów, antropologów i historyków z IPN przy wsparciu finansowym Łódzkiej Specjalnej Strefy Ekonomicznej, doprowadziły do odkrycia prawdopodobnie poniemieckiej instalacji hydrotechnicznej, klatki Faradaya, książek w języku jidysz, maszynopisów (m.in. częściowo spalonych dokumentów w języku niemieckim) i rękopisów, szkolnych pomocy naukowych oraz naczyń ceramicznych z czasów wojny z terenu Protektoratu Czech i Moraw, a także szczelin ze śladami wapna. W tym samym okresie etnolodzy przeprowadzili blisko 30 wywiadów z żyjącymi świadkami – osobami przesłuchiwanymi przez funkcjonariuszy Gestapo i WUBP oraz okolicznymi mieszkańcami.

### Kalendarium zmian nazwy ulicy

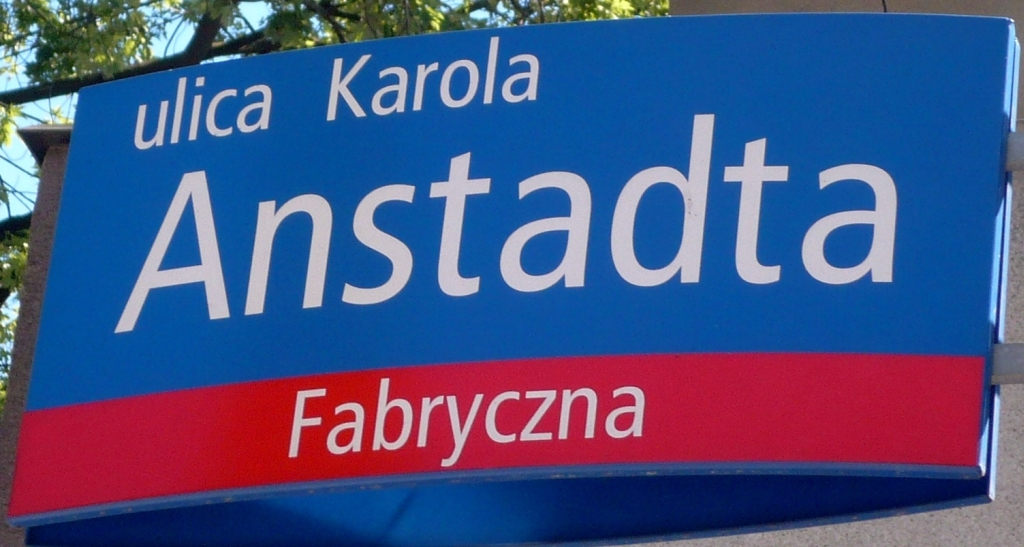
Tablica Systemu Informacji Miejskiej w Łodzi z błędnym opisem (lipiec 2008)

| okres obowiązywania | nazwa                             |
| ------------------- | --------------------------------- |
| przed 1909–1910     | nienazwana                        |
| 1910–1915           | ulica Karola Anstadta (Ansztadta) |
| 1915–1918           | Anstadtstraße                     |
| 1918–1940           | aleja Karola Anstadta             |
| 1940                | Anstadtallee                      |
| 1940–1945           | Gardestraße                       |
| 1945–1946           | aleja Karola Anstadta             |
| 1946–1994           | ulica 19 Stycznia                 |
| od 1994             | aleja Karola Anstadta             |

## Aleja Karola Anstadta w filmie
Aleja Karola Anstadta (wtedy pod nazwą ulicy 19 Stycznia) została uwieczniona w serialu telewizyjnym Niewiarygodne przygody Marka Piegusa (1966) w reż. Mieczysława Waśkowskiego – na początku odc. 3 (Przygoda trzecia, czyli nieprawdopodobne spiętrzenie wokół akcji „Flaszka”, czyli pierwsze spotkanie ze złodziejem tornistrów) widoczne jest skrzyżowanie ulic Północnej i 19 Stycznia.

## Obiekty
- nr 4 – Centrum Stomatologii SPZOZ MSWiA[57],
- nr 7 – gmach XII Liceum Ogólnokształcące im. Stanisława Wyspiańskiego, na ścianie frontowej – tablice upamiętniające ofiary funkcjonariuszy Gestapo i Wojewódzkiego Urzędu Bezpieczeństwa Publicznego w Łodzi,
- pomnik Ofiar Komunizmu – w centralnej części alei, na wprost gmachu XII Liceum Ogólnokształcącego im. Stanisława Wyspiańskiego.

Według stanu na sierpień 2016 roku do gminnej ewidencji zabytków miasta Łodzi były wpisane dwie kamienice przy al. Karola Anstadta (pod numerami 1 i 3) oraz gmach XII Liceum Ogólnokształcącego pod numerem 7.

## Numeracja i kody pocztowe
- Numery parzyste: 4–12/14
- Numery nieparzyste: 1–9

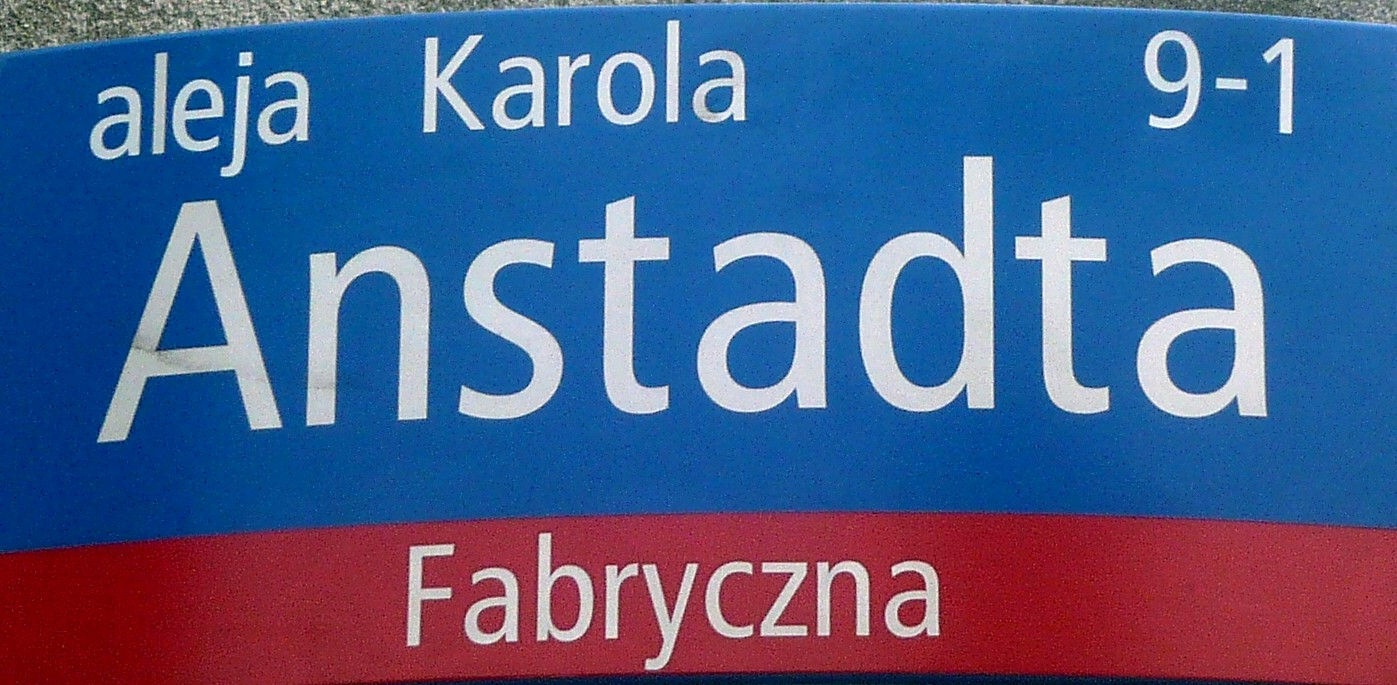
Tablica Systemu Informacji Miejskiej w Łodzi z poprawnym opisem (wrzesień 2008)

- Kody pocztowe: 91-409 (cała)[59]

## Komunikacja miejska

### Stan obecny
Aleją Karola Anstadta kursują autobusy komunikacji miejskiej MPK – Łódź, choć nie ma przy niej przystanku (trasa stała według stanu na marzec 2025, nie uwzględniono ewentualnych tymczasowych zmian trasy i linii zastępczych):
- linii dziennych – od ul. Pomorskiej w kierunku ul. Północnej

„57” – od 4 lutego 2018 – z osiedla Piastów-Kurak w kierunku pętli na ul. Marysińskiej przy stadionie Klubu Sportowego „Budowlani” Łódź,
„85A” – od 2 kwietnia 2017 – z dworca Łódź Fabryczna w kierunku Marysina,
„85B” – od 2 kwietnia 2017 – z dworca Łódź Fabryczna w kierunku Arturówka.
- linii nocnych – od ul. Pomorskiej w kierunku ul. Północnej

„N4A” – od 4 lutego 2018 – z centrum handlowego Port Łódź w Chocianowicach w kierunku Stoków,
„N4B” – od 4 lutego 2018 – z dworca kolejowego w Pabianicach w kierunku Stoków.
Najbliższe przystanki znajdują się na ul. dr. Seweryna Sterlinga przy posesji pod numerem 12 (nr 1083) i na ul. Północnej przed gmachem Teatru Muzycznego (nr 0860) – w kierunku stadionu KS „Budowlani” Łódź, Marysina, Arturówka i Stoków – oraz na ul. Północnej przed skrzyżowaniem z ul. hm. Aleksandra Kamińskiego (nr 0861) i na ul. dr. Seweryna Sterlinga przed skrzyżowaniem z ul. Pomorską (nr 1084) – w kierunku osiedla Piastów-Kurak, dworca Łódź Fabryczna, centrum handlowego Port Łódź i dworca kolejowego w Pabianicach.

### W przeszłości
W przeszłości aleją Karola Anstadta kursowały:
- tramwaje linii dziennych – od ul. Średniej (w latach 1915–1918 Mittelstraße, od 1920 ul. Pomorska) w kierunku ul. Północnej (w latach 1915–1918 Nordstraße)

„3” – od 26 grudnia 1898 do 27 stycznia 1899 – z ul. Piotrkowskiej przy Teatrze „Paradyż” do parku Helenów,
„4” – od 28 stycznia 1899 do 1925 – z Górnego Rynku (w latach 1915–1918 Geyers Ring) do parku Helenów; od 1925 do 22 września 1928 (ostatni dzień ruchu liniowego tramwajów w alei) – z Chojen do parku Helenów,
„5” – od 3 sierpnia 1900 do 31 marca 1905 – z ul. Milscha (ob. ul. Mikołaja Kopernika) przy „Leśniczówce” do parku Helenów; od 1 kwietnia 1905 do likwidacji z dniem 10 kwietnia 1906 – z ul. Radwańskiej przy ul. Piotrkowskiej do parku Helenów; od 27 maja 1909 do likwidacji z dniem 16 października 1909 – z ul. Andrzeja (ob. ul. Andrzeja Struga) przy ul. Długiej (ob. ul. Gdańska) do parku Helenów,
- autobusy linii dziennej – od ul. Pomorskiej w kierunku ul. Północnej

„57” – od 8 sierpnia do 9 września 1984 i od 1 lipca 1997 do 31 grudnia 2000 – z pętli na Kuraku u zbiegu ulic Jurija Gagarina (od lipca 1992 ul. Ignacego Jana Paderewskiego) i Karpackiej w kierunku autobusowego dworca Północnego PKS, od 1 stycznia 2001 do 1 kwietnia 2017 – z pętli na Kuraku u zbiegu ulic Ignacego Jana Paderewskiego i Karpackiej w kierunku pętli na ul. Marysińskiej przy stadionie Klubu Sportowego „Budowlani” Łódź.

## W pobliżu
- park Helenów – na wprost wylotu alei, po drugiej stronie ul. Północnej (24 m)[f],
- siedziba i obiekty Klubu Sportowego „Społem” Łódź przy ul. Północnej 36c, m.in. hala sportowa i odkryty tor kolarski (27 m),
- Teatr Muzyczny w Łodzi przy ul. Północnej 47/51 (148 m)[63],
- siedziba byłej Delegatury Agencji Bezpieczeństwa Wewnętrznego w Łodzi (zlikwidowanej z dniem 15 września 2017 roku) przy ul. Północnej 38/40 (161 m)[64][65],
- pomnik Chwały Żołnierzy Armii „Łódź” – w parku Helenów (181 m),
- szpital MSWiA – Samodzielny Publiczny Zakład Opieki Zdrowotnej Ministerstwa Spraw Wewnętrznych i Administracji w Łodzi przy ul. Północnej 42 (290 m)[66].